# Indigoara
Indigoara (Anodorhynchus leari) är en starkt utrotningshotad papegojfågel som enbart förekommer i Brasilien.

## Utseende och läten
Indigoaran är en stor (70 cm) och blå ara, på huvudet något ljusare blå, med gul bar hud i ansiktet. Näbben är kraftig och stjärten lång. Liknande hyacintaran är mycket större, medan blågrön ara i stort sett är identisk men är något mindre och ljusare och endast burrymlingar kan förekomma i indigoarans utbredningsområde. Bland lätena hörs olika kväkande och skrikande ljud, noterbart ljusare och mindre gutturala än hyacintarans.

## Utbredning och status
Arten förekommer i caatinga i östra Brasilien (norra Bahia). Den var på gränsen till utrotning på 1990-talet, men åtgärder för att bevara arten har sedan dess ökat populationen. 2001 uppskattades det finnas 246 fåglar och 2008 uppskattades det finnas 960 fåglar. Fram till 2008 var arten rödlistad som akut hotad. Sedan 2009 kategoriserar IUCN arten som starkt hotad.

## Namn
Fågelns vetenskapliga artnamn hedrar Edward Lear (1812-1888), en engelsk författare och konstnär.